# منطقه حفاظت‌شده کوسالان و شاهو
منطقهٔ حفاظت‌شدهٔ کوسالان و شاهو یک منطقهٔ حفاظت‌شده با مساحت ۶۴۷۴۰ هکتار است که در استان کردستان در ایران قرار دارد. این منطقهٔ حفاظت‌شده طبق مصوبهٔ شمارهٔ ۷۱۰ در تاریخ ۸۸/۱۲/۲۴ در فهرست مناطق تحت حفاظت سازمان محیط زیست ایران قرار گرفت. این منطقهٔ حفاظت‌شده در حد فاصل شهرهای سروآباد، مریوان و کامیاران در استان کردستان است که هم‌مرز با کردستان عراق واقع شده است. بخشی از این منطقهٔ حفاظت‌شده در محدودهٔ استان کرمانشاه قرار دارد. در این منطقه تاکنون ۱۱۷ گونه پرنده، ۲۳ گونه پستاندار، ۱۷ گونه خزنده و ۲۴۲ گونه گیاهی شناسایی شده است.
منطقهٔ کوسالان و شاهو طی مصوبهٔ شماره ۳۰۳ شورای عالی محیط زیست (کمیسیون زیربنائی دولت) در سال ۱۳۸۸ بعنوان منطقهٔ حفاظت شده به مناطق تحت مدیریت سازمان حفاظت محیط زیست پیوسته است.
در سال ۱۳۹۶ مسئولان استان کردستان و نمایندگان این استان در مجلس شورای اسلامی با ارسال نامه‌ای به رئیس سازمان محیط زیست کشور، عرصهٔ منطقهٔ حفاظت‌شدهٔ کوسالان و شاهو را نسبت به مساحت شهرستان سروآباد زیاد دانسته و آن را مانعی برای ساخت و ساز و فعالیت‌های کشاورزی و باغی اعلام کردند و خواستار تقلیل مساحت این منطقه شدند. منصور مرادی نمایندهٔ وقت حوزهٔ انتخابیهٔ مریوان و سروآباد در مجلس شورای اسلامی در اسفند ۱۳۹۶ از تصویب کلیات طرح کاهش این منطقهٔ حفاظت‌شده خبر داد.
در آتش‌سوزی مرداد ۱۳۹۷، نزدیک به ۱۵ هکتار از جنگل‌های منطقهٔ حفاظت‌شدهٔ کوسالان و شاهو در آتش سوخت.

## پوشش گیاهی و گونه‌های جانوری
مهم‌ترین پوشش گیاهی این منطقه شامل جنگل‌های بلوط است. گونه‌های جانوری شاخص عبارتند از سیاه‌گوش، کل و بز، خرس قهوه‌ای، پلنگ، کرکس، هما و عقاب طلایی.